# Karel Wahl
Karel Wahl, celým jménem Karel Bohumil Ferdinand Wahl (22. ledna 1895 Smíchov – 3. července 1942 Kobyliská střelnice v Praze 8), byl vystudovaný právník, jedna z významných osob ve vedení Ringhofferových závodů a účastník II. odboje popravený Němci za druhého stanného práva.

## Život

### Rodinný původ, studia
Karel Wahl se narodil jako druhorozený syn dne 22. ledna 1895 na Smíchově do rodiny úředníka zemského výboru v Praze Karla Wahla a jeho manželky Marie Wahlové (rozené Gottfriedové). Jeho o čtyři roky starším bratrem byl Veleslav Wahl (1891–1942). Jeho otec v té tobě vykonával funkci zemského inspektora stravoven. Karel Wahl byl pokřtěn ve stejném kostele a stejným knězem jako František Ringhoffer (1874–1940) a Hanuš Ringhoffer (1885–1946).
Po absolvování středoškolského studia na C. k. českém reálném gymnáziu na Smíchově (v letech 1905 až 1913) a po složení maturitní zkoušky (14. července 1913) započal Karel Wahl studium (zimní semestr 1913/1914) na české Právnické fakultě Karlo-Ferdinandovy univerzity v Praze. Vysokoškolské studium zakončil promocí 19. července 1919.

### Práce pro Ringhoffery
Po skončení studia nastoupil do zaměstnání v Ringhofferových závodech a. sp. Dne 9. července 1920 se účastnil deváté valné hromady akcionářů Ringhofferových závodů ve funkci kvalifikovaného sčítatele hlasů (skrutátora) a ověřovatele protokolu. Zároveň byl v té době již držitelem 50 akcií této společnosti s hlasovací „silou“ dvou hlasů. V roce 1925 vykonával funkci tajemníka továrny a v roce 1926 zastupoval firmu F. Ringhoffer na jednání s okresním finančním ředitelstvím Prahy II. Funkci jednoho z jednatelů (prokuristů) Ringhofferových závodů a. sp. začal JUDr. Karel Wahl vykonávat od roku 1929.
Dne 7. srpna 1930 se Karel Wahl oženil (v kostele u svatého Jakuba v Praze) s Jiřinou Vosáhlovou (* 1. května 1908) z Dašic u Pardubic. Jedním ze svědků na jejich svatbě byl generální ředitel Ringhofferových závodů Hanuš Ringhoffer.
V roce 1936 (během fúze Ringhofferových závodů a Závodů Tatra) se Karel Wahl stal provozním ředitelem v Kopřivnici a členem správní rady Závodů Ringhoffer-Tatra a. s. Současně s touto funkcí byl i členem správní rady v Elektrotechnické továrně J. Sousedík akc. spol.
Po podepsání Mnichovské dohody (30. září 1938) skončilo na podzim 1938 působení JUDr. Karla Wahla v Kopřivnici. Poté co byl vyvlastněn Němci z rukou židovských majitelů (arizován) strojírenský závod Rudolf Bächer na výrobu pluhů a hospodářských strojů v Roudnici nad Labem byl Karel Wahl od 31. října 1939 pověřen jeho vedením.

### Odboj za protektorátu

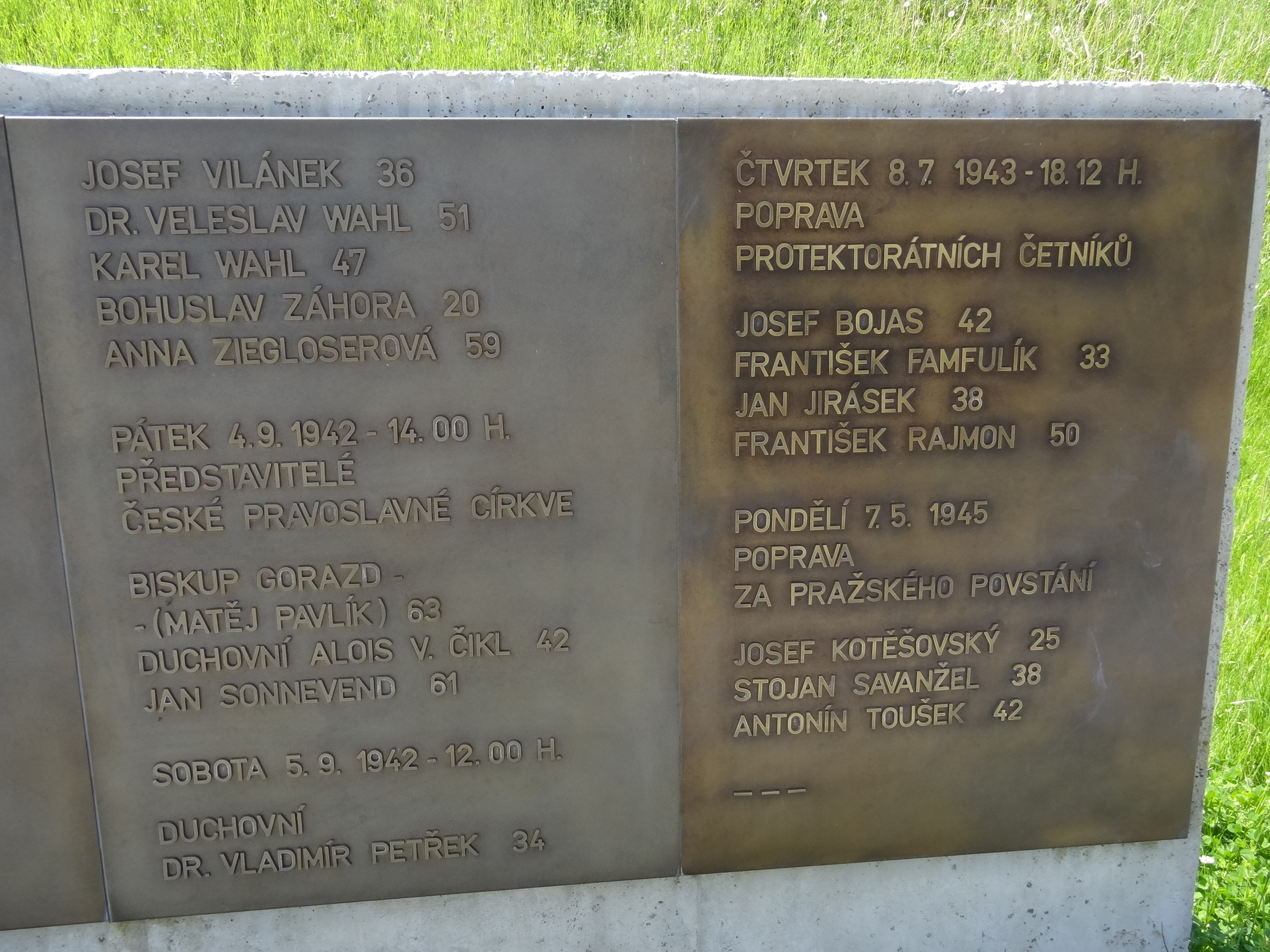
Jeho jméno (KAREL WAHL 47) i jméno jeho staršího bratra (DR. VELESLAV WAHL 51) jsou uvedena na desce popravených (v pátek 3. července 1942 v 19.00 hodin) na Kobyliské střelnici v Praze

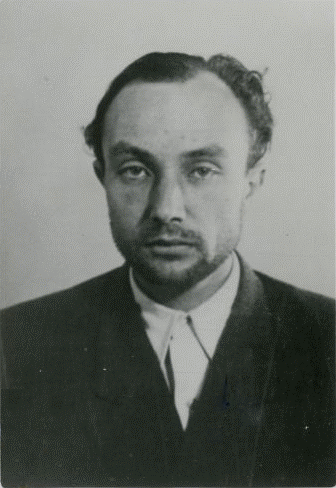
Vazební identifikační fotografie jeho synovce ornitologa Veleslava Wahla z roku 1949

Po nastolení protektorátu (15. března 1939) se spolu se svým starším bratrem Veleslavem Wahlem (zapojeným do spolupráce s odbojovou organizací Politické ústředí (PÚ), která se zabývala sběrem zpravodajsky cenných informací určených pro exil) zapojil do protiněmeckého odporu. JUDr. Karel Wahl (jako člen vedení Závodů Ringhoffer-Tatra) měl přístup ke strategickým informacím o výrobě jak v protektorátu tak i v Říši.
Míra protiněmecké angažovanosti Karla Wahla není známa, gestapo nejspíše vědělo o jeho činnosti a v důkazní nouzi využilo druhého stanného práva k jeho zatčení a popravě. Jisté je, že Kafrel Wahl působil v Roudnici nad Labem až do svého zatčení gestapem v roce 1942.

#### Pokus o vykoupení
Někteří kolegové Karla Wahla (technický ředitel a první obchodní ředitel smíchovské továrny Ringhoffert-Tatra Ing. Jaromír Říha a JUDr. Jan Schmid) se pokusili zajistit Wahlovu záchranu a jeho propuštění úplatkem (velkou sumou peněz) složeným nelegálně do rukou gestapa. V tomto jejich počínání jim přislíbil pomoci (z pokladny firmy) ředitel Friedrich Petřina (druhý muž koncernu Ringhoffer-Tatra). Situace hrozila zprodlením, a proto JUDr. Jan Schmid zaplatil zálohu ve výši 20 000 K. (Schmidtovi byla následně tato částka kompenzována se souhlasem JUDr. Hanse Ringhoffera z pokladny podniku Ringhoffer-Tatra.) Záchrana zatčeného se nezdařila, neboť již od samotného počátku ilegální požadavek na úplatek gestapu byl obvyklou německou „fintou“ předem naplánovanou „k nezdaru“.

#### Záchrana majetku
JUDr. Karel Wahl byl odsouzen německým stanným soudem také k zabavení majetku. A byl to právě Friedrich Petřina, kdo vzal k sobě sumu 110 000 K pocházející z prodeje akcií Závodů Ringhoffer-Tatra, aby ji posléze předal vdově Jiřině Wahlové, která je tak mohla použít k umoření hypotéky.
Karel Wahl byl (spolu se svým starším bratrem Veleslavem Wahlem) popraven zastřelením dne 3. července 1942 na Kobyliské střelnici v Praze VIII (spolu s dalšími 45 osobami).

## Dovětek
Synovcem JUDr. Karla Wahla byl ornitolog Veleslav Wahl (1922–1950) – syn Karlova bratra JUDr. Veleslava Wahla (1891–1942). I ornitolog Veleslav Wahl se za protektorátu zapojil do odboje. Založil mládežnickou zpravodajskou skupinu, která se v roce 1943 spojila se skautskou odbojovou skupinou a v květnu 1945 již Veleslav Wahl velel celé Zpravodajské brigádě. V době pražského květnového povstání 1945 a bezprostředně po skončení druhé světové války byl Veleslav Wahl nejmladším aktivním členem České národní rady v níž zastupoval mládež. Po komunistickém převratu v únoru 1948 se ještě v roce 1948 Veleslav Wahl zapojil do činnosti odbojové skupiny majora Jaromíra Nechanského (znal se s ním ještě z doby pražského květnového povstání 1945) a pomáhal organizovat domácí III. odboj. Dne 4. září 1949 byl Nechanský zatčen a obviněn z velezrady, vyzvědačství a spolčení proti republice. Wahl byl zatčen nedlouho poté v první polovině září 1949 v rámci akce „Hansa“. V následujícím procesu byli jak Nechanský tak Wahl odsouzeni k trestu smrti a popraveni v pankrácké věznici dne 16. června 1950 v ranních hodinách.